# امیر (فیلم)
امیر فیلمی به کارگردانی و نویسندگی نیما اقلیما و تهیه‌کنندگی سید ضیاء هاشمی محصول سال ۱۳۹۶ است. به گفته نیما اقلیما، بازیگران برای حضور در این فیلم، حدود ۶ ماه تمرین داشتند تا بازی آن‌ها با کارهای قبلی متفاوت باشد.

## بازیگران
| بازیگر         | نقش        |
| -------------- | ---------- |
| میلاد کی‌مرام   | امیر       |
| سحر دولتشاهی   | ریما       |
| هادی کاظمی     | جبرئیل     |
| بهدخت ولیان    | غزل        |
| مصطفی قدیری    | علی        |
| روشنک سه ‌قلعگی | مادر       |
| وحید منافی     | محمدرضا    |
| سید مهدی هاشمی | پدر        |
| مونا قاسمی     | خانم سمسار |

## خلاصه داستان
علی در جست و جوی همسر سابق و پسرش به تهران می‌آید. امیر علیرغم مشکلات خانوادگی در تلاش است تا به روش خود گرفتاری آدم‌های دور و برش را حل کند.